# 不動真徳流
不動真徳流（ふどうしんとくりゅう）とは、體術の流派の一つ。

## 歴史
鞍馬山で修行した牛若丸（源義経）を遠祖としている。
抑牛若丸君於鞍馬山、隨僧正坊一心不動秘術練磨表其真徳故称不動真徳流矣
主に阿波国で広まった流派である。紀州の内藤利右衛門が明治頃に阿波に伝えた。
技名から楊心流の影響を受けていることが分かるが、何流の分派かは不明である。
昭和頃から各道場での稽古は柔道（講道館）が主体となっていた。不動真徳流は一部の門人のみが学んでいたため修得した者は少なかった。このため、現在も伝わっているかは不明である。
免許皆伝には、印可状と兵法虎之巻（初中下）が授けられる。

## 系譜
内藤利右衛門より前は不明。
- 内藤利右衛門
  - 久次米直吉信雪
    - 直江祐一 一専斎信男（真導館）
      - 森本千吉
        - 森本善正
        - 中村益一信忠[1][3]
          - 田中正資
          - 佐野誓
          - 秋月三男
          - 宮田米一
          - 中村潔男

        - 近藤彦蔵
        - 原田岩雄

      - 納田末一茂信
      - 浜義之丞
      - 平田党之助
      - 小西秀太郎
      - 佐藤秀太郎
      - 佐藤正一
      - 笹川多八郎（笹川多八）
      - 中本和平
      - 田村儀八郎
      - 大住利敬（直江祐吉の甥　兵庫、徳島に真導館道場を開いていた。）
        - 大住順治

      - 近藤太郎
      - 生越新作
      - 山田多吉
      - 浜周平
      - 木内梅吉[4]